# Metanema flavida
Metanema flavida är en fjärilsart som beskrevs av Paul Dognin 1913. Metanema flavida ingår i släktet Metanema och familjen mätare. Inga underarter finns listade i Catalogue of Life.